# ونچیترا
ونچیترا (به انگلیسی: Vanchitra) یک روستا در هند است که در کرالا واقع شده‌است.